# Enomotarcha spectabilis
Enomotarcha spectabilis är en fjärilsart som beskrevs av Sergius G. Kiriakoff 1965. Enomotarcha spectabilis ingår i släktet Enomotarcha och familjen tandspinnare. Inga underarter finns listade i Catalogue of Life.